# (6622) Matvienko
Pour les articles homonymes, voir Matvienko.
(6622) Matvienko est un astéroïde de la ceinture principale.

## Description
(6622) Matvienko est un astéroïde de la ceinture principale. Il fut découvert le 5 septembre 1978 à Naoutchnyï par Nikolaï Tchernykh. Il présente une orbite caractérisée par un demi-grand axe de 3,24 UA, une excentricité de 0,23 et une inclinaison de 1,8° par rapport à l'écliptique.

## Compléments